# Charles-Michel de L’Épée

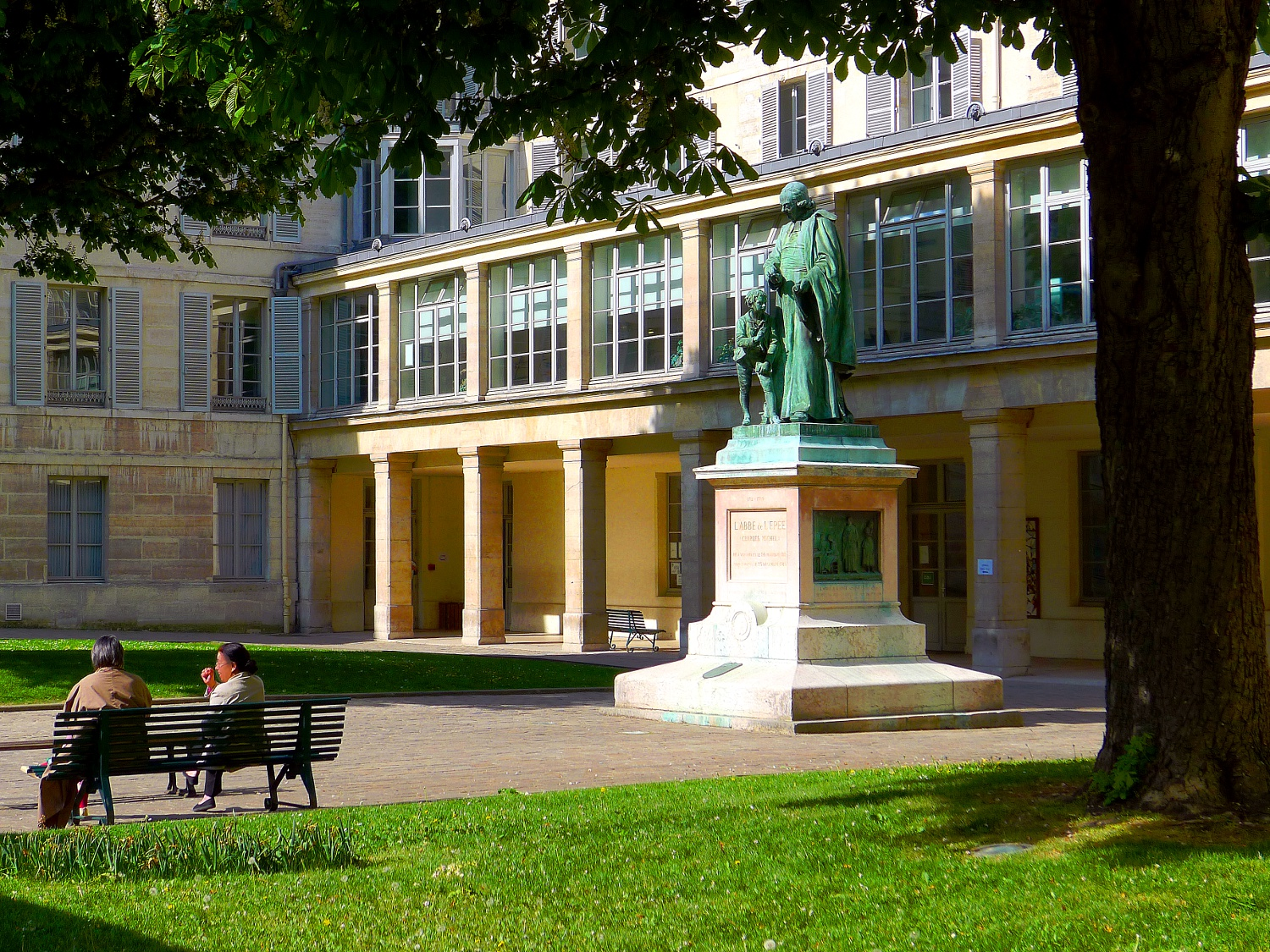
Pomnik przed L’Institut National de Jeunes Sourds de Paris przy rue St-Jacques

Charles-Michel de L’Épée (ur. 25 listopada 1712 w Wersalu, zm. 23 grudnia 1789 w Paryżu) – francuski prezbiter
katolicki, nauczyciel (pedagogika specjalna), pionier edukacji osób niesłyszących i niedosłyszących, twórca pierwszej szkoły dla niesłyszących w Paryżu (współcześnie L’Institut National de Jeunes Sourds de Paris) i francuskiego języka migowego (fr. Langue des signes française, skrót LSF).

## Życiorys

### Dzieciństwo i młodość
Urodził się w roku 1712 w Wersalu. Był synem architekta Ludwika XIV (zob. pałac wersalski, modyfikacje Ludwika XIV). W wieku kilkunastu lat rozpoczął studia teologiczne, jednak nie otrzymał święceń, ponieważ odmówił podpisania deklaracji potępiającej jansenistyczny ruch pobożnościowy (oparty na naukach św. Augustyna) odrzucany przez papieża Klemensa XI. Postanowił studiować prawo i został przyjęty do palestry. Po śmierci swojego mecenasa zamieszkał w Paryżu (zob. Paryż w czasie panowania Ludwika XV i Ludwika XVI). Został wyświęcony dopiero w roku 1738, w wieku 26 lat, przez kolejnego biskupa.

### Praca na rzecz osób niesłyszących

#### Inspiracje
Uważa się, że problemami edukacji niesłyszących de L’Épée zainteresował się m.in. pod wpływem lektury dzieł Platona oraz obserwacji paryskich głuchych, bezdomnych porozumiewających się własnym językiem migowym.
W filozoficznym dialogu Platona Kratylos, Sokrates mówi m.in.: 

Gdybyśmy nie mieli języka i nie mogli porozumiewać się z innymi ludźmi, czyż nie byłoby najlepiej, jak czynią to obecnie niemi, przekazywać nasze myśli i spostrzeżenia przez ruchy rąk, głowy i innych części ciała?

a w wieku XVI Cardano pisał m.in.:

Możliwe jest, aby osoba głuchoniema słyszała, czytając, i mówiła, pisząc…

Do zbiorowości głuchych, mieszkających na paryskich ulicach, należeli ludzie wykluczeni z „normalnego społeczeństwa”, którzy poszukiwali kontaktów i spontanicznie tworzyli proste systemy migowego porozumiewania się. De L’Épée postanowił znaleźć język umożliwiający dotarcie do nich ze Słowem Bożym.
Pierwszymi uczennicami de L’Épéego były dwie głuche od urodzenia bliźniaczki, którymi opiekował się w Paryżu jeden z zaprzyjaźnionych księży (ojciec Vanin). De L’Épée udzielał im korepetycji, a gdy Vanin zmarł – przejął opiekę nad dziewczynkami (ok. 1760).
Korzystał z zestawu przekazywanych rękami umownych znaków (fr. signe), zastępujących litery. Opierał się na instrukcjach opublikowanych przez hiszpańskiego pedagoga, Juana Pablo Boneta (1579–1633), pt. Reducción de las letras y arte para enseñar a hablar a los mudos (zob. Lengua de Signos, 1620). W tych latach istniał również język migowy opracowany przez Johna Bulwera, angielskiego lekarza i filozofa, autora m.in. prac Philocophus i The Deafe and Dumbe Man’s Friend  (1648, podstawy BSL, zob. znaki BSL). Bonet i Bulwer uważali, że głuchych należy przede wszystkim uczyć „czytania z ust” i wymawiania głosek. Charles-Michel de L’Épée był przekonany, że jest błędem odbieranie osobom niesłyszącym ich naturalnego języka gestów (będącego podstawą kultury Głuchych).
Metody stosowane przez de L’Épéego krytykował inny paryski nauczyciel głuchych, Portugalczyk Jacob Pereira, który opracował alfabet palcowy (ucząc własnego głuchego syna). Metoda ta zyskała uznanie. Pereira potwierdził jej skuteczność w roku 1746. Jego uczniami byli m.in. syn księcia Chaulnes, pochodzący z bardzo zamożnej rodziny d’Azy d’Étavigny (za roczną opłatą 3 tys. franków) oraz wybitnie uzdolniony Saboureux de Fontenay. O wysokiej społecznej pozycji Pereiry świadczy fakt, że został przedstawiony królowi. Szczegółów swojej metody nauczania nie ujawnił przed śmiercią (1780). Swoje metody zachowywał w tajemnicy również John Bulwer.

#### Publiczna szkoła dla głuchych

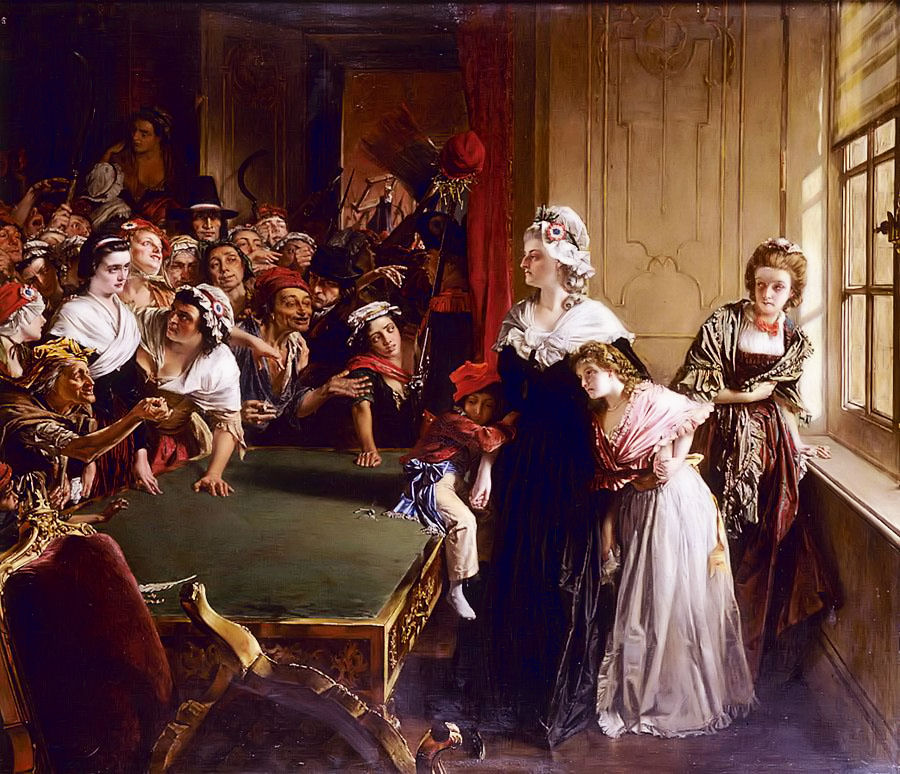
Maria Antonina w Tuileries (1792). De L’Épée uczył bezdomnych głuchych w czasach, gdy rosła przepaść między warunkami życia różnych klas

Charles-Michel de L’Épée dostrzegał wielkie zróżnicowanie warunków życia ludzi z różnych klas, narastające w trakcie panowania Ludwika XVI i Marii Antoniny (Madame Déficit), poprzedzającego rewolucję francuską. Nie zamierzał wzbogacać się na nauczaniu głuchych dzieci z klas wyższych. W roku 1755 otworzył szkołę dostępną dla ubogich, finansowaną z własnych skromnych środków. Wykłady – z demonstracjami języka migowego – organizował we własnym domu.
Tworząc podstawy francuskiej wersji języka migowego, rozwiązał liczne problemy, których przyczyną była złożona gramatyka, wymowa, transkrypcja i składnia języka francuskiego. Wprowadził charakterystyczne dla tego języka znaki końcówek gramatycznych oraz nowe wyrazy, zwykle pochodzące z łaciny.
Język migowy de L’Épéego i jego metody nauczania szybko stały się popularne poza Paryżem – w całej Francji i w innych krajach (również w Stanach Zjednoczonych). Z polecenia biskupa Bordeaux przyjechał do Paryża Roch-Ambroise Sicard, który wkrótce został nauczycielem, a następnie kierownikiem szkoły – następcą de L’Épéego.
W roku 1776 de L’Épée wydał Institution des sourds-muets par la voie des signes méthodiques (Kształcenie głuchoniemych z wykorzystaniem metody znaków), a w roku 1784 wersję poprawioną, pt. La véritable manière d’instruire les sourds et muets, confirmée par une longue expérience (Skuteczny sposób kształcenia głuchoniemych poparty długim doświadczeniem). Rozpoczął opracowywanie słownika znaków (Dictionnaire général des signes), który został dokończony przez Sicarda.
Paryską szkołę odwiedził cesarz rzymski, Józef II Habsburg (1764–1765), a Ludwik XVI udzielił jej finansowego wsparcia.
Mimo sławy de L’Épée pozostał ubogi. Zmarł w grudniu 1789 roku. Został pochowany w Kościele Św. Rocha w Paryżu.

## Uhonorowanie i upamiętnienie
W roku 1791 – dwa lata po śmierci de L’Épéego, lecz jeszcze przed zdobyciem Bastylii i powstaniem Komuny Paryża (zob. 10 sierpnia 1792) – nowe władze Francji nadały paryskiej szkole dla głuchych status Institution Nationale des Sourds-Muets. Postanowiono również wpisać nazwisko de L’Épéego na listę „dobroczyńców ludzkości”.
W roku 1838 w kościele św. Rocha ustawiono na grobie de L’Épéego pomnik z brązu. Jego pomniki ustawiono również m.in. przed Instytutem Głuchoniemych w Paryżu, na placu Saint-Louis w Wersalu, przed  St. Mary’s School for the Deaf w Buffalo (stan Nowy Jork).
Współcześnie Światowa Federacja Głuchych (ang. World Federation of the Deaf) honoruje de L’Épéego tytułem Father of Deaf Education. Głusi domagają się przeniesienia jego prochów do Panteonu (prochy Louisa Braille’a, zasłużonego dla niewidomych, umieszczono w Panteonie w roku 1952).

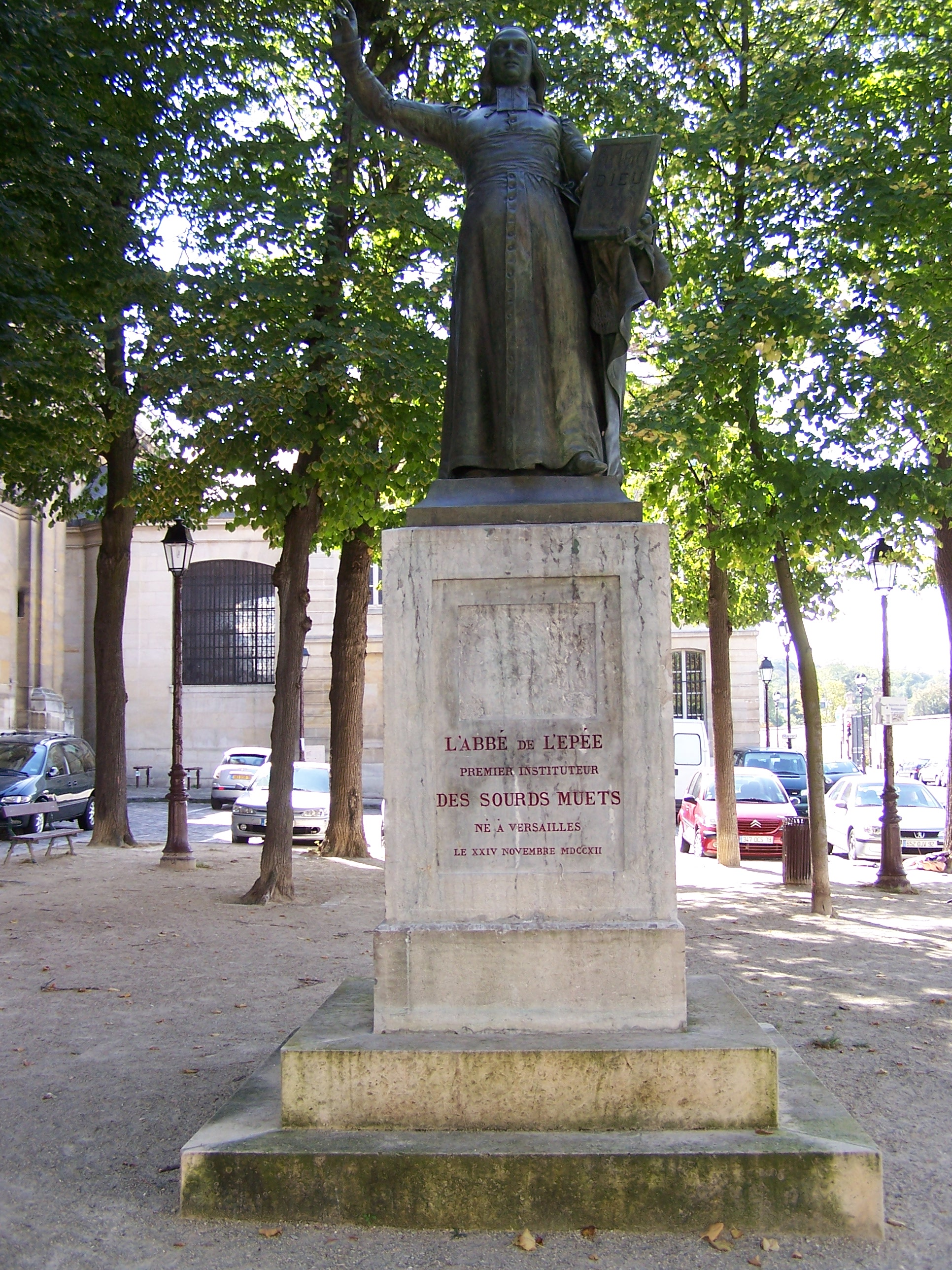
Charles-Michel de L’Epée – pomnik w Wersalu
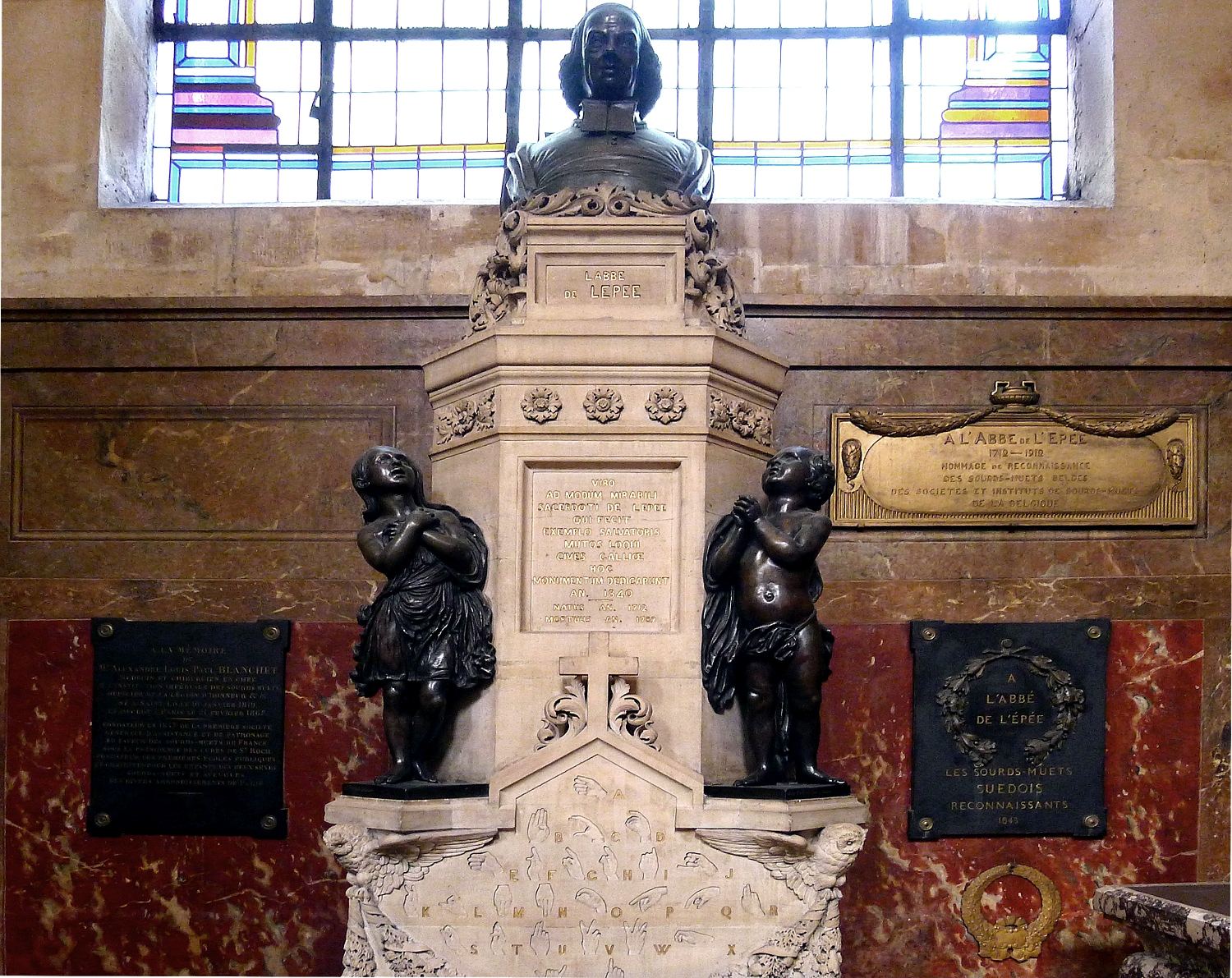
Grobowiec w Kościele św. Rocha w Paryżu
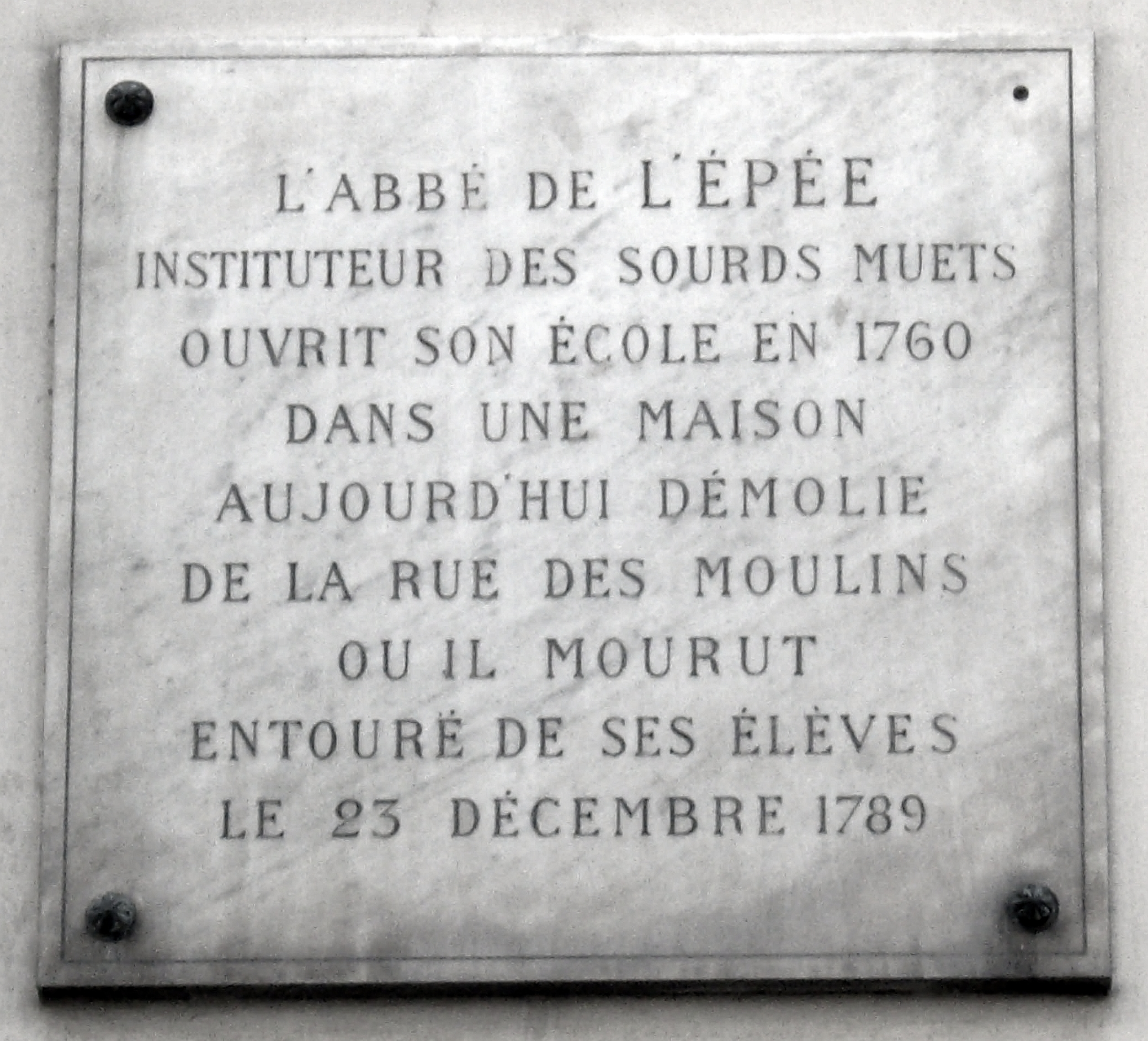
Tablica pamiątkowa przy rue Thérèse n°21
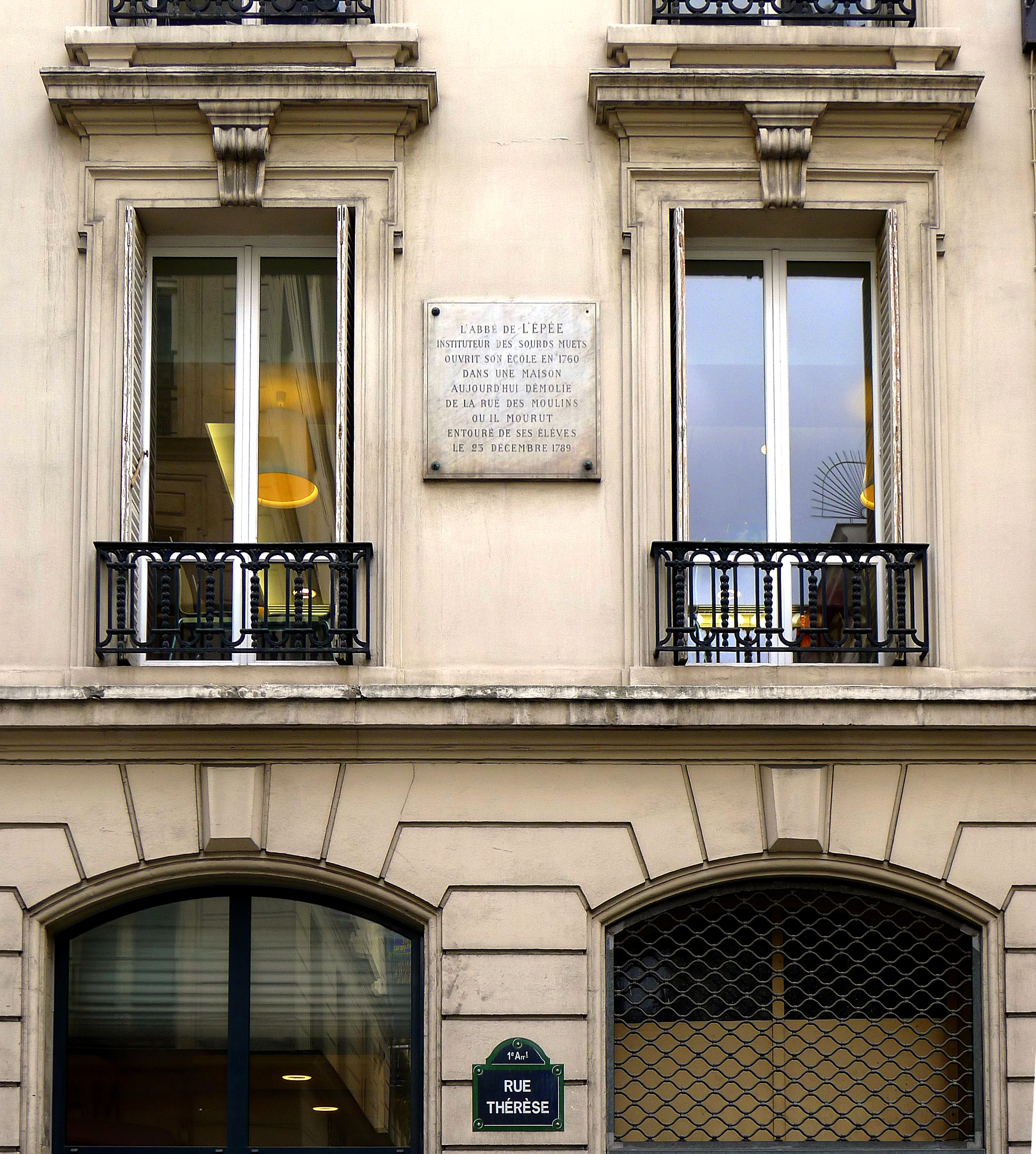
Tablica pamiątkowa przy rue Thérèse n°23

Postać Charles’a-Michela de L’Épée pojawia się we francuskim filmie Śmieszność z roku 1996 (tę rolę gra Jacques Mathou). Jedną ze scen filmu jest pokaz, podczas którego głusi wychowankowie prowadzonej przez niego szkoły przedstawiają efekty nowatorskiej metody komunikowania się.